# Герліманов Федір Федорович
Федір Федорович Герліманов (1897, село Ніхотіни, тепер Старорусського району Новгородської області, Російська Федерація — 26 квітня 1969, місто Кишинів, тепер Молдова) — молдавський радянський державний і комуністичний діяч, секретар Молдавського обласного комітету КП(б)У. Депутат Верховної ради Молдавської РСР 1-го скликання.

## Життєпис
Народився в селянській родині. Освіта початкова. Трудову діяльність розпочав у 1911 році причіпником лісопильного заводу в Старій Руссі. Потім працював на фанерній фабриці.
З 1918 року служив у Червоній армії, учасник громадянської війни в Росії.
Член РКП(б) з 1922 року.
До 1933 року служив на політичній роботі в Червоній армії.
У 1933—1935 роках — начальник політичного відділу, в 1935—1936 роках — заступник директора із політичної частини Абамеликівської машинно-тракторної станції (МТС) в селі Колбасне Кодимського району Молдавської АРСР.
У 1936—1938 роках — 1-й секретар Кодимського районного комітету КП(б)У Молдавської АРСР.
У (затв. у жовтні) 1938 — лютому 1939 року — завідувач відділу пропаганди і агітації Молдавського обласного комітету КП(б)У.
24 лютого 1939 — серпень 1940 року — секретар Молдавського обласного комітету КП(б)У із пропаганди.
У 1940—1941 роках — заступник завідувача відділу пропаганди і агітації ЦК КП(б) Молдавії.
У 1941—1944 роках — заступник голови Ради народних комісарів Молдавської РСР.
У 1944—1946 роках — заступник завідувача відділу пропаганди і агітації ЦК КП(б) Молдавії. 
У 1946—1947 роках — секретар Кишинівського повітового комітету КП(б) Молдавії; 
У 1947—1953 роках — заступник голови комітету у справах культпросвітзакладів при Раді міністрів Молдавської РСР.
З 1953 року — персональний пенсіонер.
Помер 26 квітня 1969 року в Кишиневі.

## Нагороди
- орден Трудового Червоного Прапора
- медалі